# 火炬園駅
火炬園駅（かきょえんえき、閩南語:Hé-kū-hn̂g tsām）は、中華人民共和国福建省廈門市湖里区嘉禾路と火炬路の交差点にある、廈門軌道交通の駅である。1号線と3号線が乗り入れ、両路線の接続駅となっている。

## 歴史
- 2017年12月31日1号線の駅として開業。

## 駅構造

### のりば
| 番線 | 路線              | 方面                                        | 行先          |
| ---- | ----------------- | ------------------------------------------- | ------------- |
|      | 廈門軌道交通1号線 | 誠毅広場・集美大道・天水路・廈門北駅 方面   | 岩内 行き     |
|      | 廈門軌道交通1号線 | 文竈・将軍祠・中山公園・鎮海路 方面         | 鎮海路 行き   |
|      | 廈門軌道交通3号線 | 廈門火車駅・曾厝垵・廈大白城・廈大南門 方面 | 沙坡尾 行き   |
|      | 廈門軌道交通3号線 | 林前・蔡厝 方面                             | 翔安機場 行き |

## 隣の駅
廈門軌道交通
■1号線
塘辺駅 - 火炬園駅 - 殿前駅
■3号線
華栄路駅 - 火炬園駅 - 小東山駅